# Lista planetelor minore/1801–1900
Aceasta este Lista planetelor minore/1801–1900; pentru a naviga prin lista completă vezi Lista planetelor minore.
Pentru ale detalii vezi și Proiect:Astronomie sau Portal:Astronomie.
| Nume               | Denumire provizorie | Data descoperirii  | Locul descoperirii      | Descoperitor(i)                                        |
| ------------------ | ------------------- | ------------------ | ----------------------- | ------------------------------------------------------ |
| 1801 Titicaca      | 1952 SP1            | 23 septembrie 1952 | La Plata Observatory⁠(d) | M. Itzigsohn                                           |
| 1802 Zhang Heng    | 1964 TW1            | 9 octombrie 1964   | Nanking⁠(d)              | Purple Mountain Observatory⁠(d)                         |
| 1803 Zwicky        | 1967 CA             | 6 februarie 1967   | Zimmerwald⁠(d)           | P. Wild                                                |
| 1804 Chebotarev    | 1967 GG             | 6 aprilie 1967     | Nauchnij⁠(d)             | T. M. Smirnova                                         |
| 1805 Dirikis       | 1970 GD             | 1 aprilie 1970     | Nauchnij                | L. I. Cernîh                                           |
| 1806 Derice        | 1971 LC             | 13 iunie 1971      | Bickley⁠(d)              | Perth Observatory⁠(d)                                   |
| 1807 Slovakia      | 1971 QA             | 20 august 1971     | Skalnaté Pleso⁠(d)       | M. Antal⁠(d)                                            |
| 1808 Bellerophon   | 2517 P-L            | 24 septembrie 1960 | Palomar                 | C. J. van Houten, I. van Houten-Groeneveld, T. Gehrels |
| 1809 Prometheus    | 2522 P-L            | 24 septembrie 1960 | Palomar                 | C. J. van Houten, I. van Houten-Groeneveld, T. Gehrels |
| 1810 Epimetheus    | 4196 P-L            | 24 septembrie 1960 | Palomar                 | C. J. van Houten, I. van Houten-Groeneveld, T. Gehrels |
| 1811 Bruwer        | 4576 P-L            | 24 septembrie 1960 | Palomar                 | C. J. van Houten, I. van Houten-Groeneveld, T. Gehrels |
| 1812 Gilgamesh     | 4645 P-L            | 24 septembrie 1960 | Palomar                 | C. J. van Houten, I. van Houten-Groeneveld, T. Gehrels |
| 1813 Imhotep       | 7589 P-L            | 17 octombrie 1960  | Palomar                 | C. J. van Houten, I. van Houten-Groeneveld, T. Gehrels |
| 1814 Bach          | 1931 TW1            | 9 octombrie 1931   | Heidelberg              | K. Reinmuth                                            |
| 1815 Beethoven     | 1932 CE1            | 27 ianuarie 1932   | Heidelberg              | K. Reinmuth                                            |
| 1816 Liberia       | 1936 BD             | 29 ianuarie 1936   | Johannesburg⁠(d)         | C. Jackson                                             |
| 1817 Katanga       | 1939 MB             | 20 iunie 1939      | Johannesburg            | C. Jackson                                             |
| 1818 Brahms        | 1939 PE             | 15 august 1939     | Heidelberg              | K. Reinmuth                                            |
| 1819 Laputa        | 1948 PC             | 9 august 1948      | Johannesburg⁠(d)         | E. L. Johnson⁠(d)                                       |
| 1820 Lohmann       | 1949 PO             | 2 august 1949      | Heidelberg              | K. Reinmuth                                            |
| 1821 Aconcagua     | 1950 MB             | 24 iunie 1950      | La Plata Observatory⁠(d) | M. Itzigsohn                                           |
| 1822 Waterman      | 1950 OO             | 25 iulie 1950      | Brooklyn⁠(d)             | Indiana University⁠(d)                                  |
| 1823 Gliese        | 1951 RD             | 4 septembrie 1951  | Heidelberg              | K. Reinmuth                                            |
| 1824 Haworth       | 1952 FM             | 30 martie 1952     | Brooklyn⁠(d)             | Indiana University⁠(d)                                  |
| 1825 Klare         | 1954 QH             | 31 august 1954     | Heidelberg              | K. Reinmuth                                            |
| 1826 Miller        | 1955 RC1            | 14 septembrie 1955 | Brooklyn⁠(d)             | Indiana University⁠(d)                                  |
| 1827 Atkinson      | 1962 RK             | 7 septembrie 1962  | Brooklyn                | Indiana University                                     |
| 1828 Kashirina     | 1966 PH             | 14 august 1966     | Nauchnij⁠(d)             | L. I. Cernîh                                           |
| 1829 Dawson        | 1967 JJ             | 6 mai 1967         | El Leoncito⁠(d)          | C. U. Cesco⁠(d), A. R. Klemola⁠(d)                       |
| 1830 Pogson        | 1968 HA             | 17 aprilie 1968    | Zimmerwald⁠(d)           | P. Wild                                                |
| 1831 Nicholson     | 1968 HC             | 17 aprilie 1968    | Zimmerwald              | P. Wild                                                |
| 1832 Mrkos         | 1969 PC             | 11 august 1969     | Nauchnij⁠(d)             | L. I. Cernîh                                           |
| 1833 Shmakova      | 1969 PN             | 11 august 1969     | Nauchnij                | L. I. Cernîh                                           |
| 1834 Palach        | 1969 QP             | 22 august 1969     | Hamburg-Bergedorf       | L. Kohoutek                                            |
| 1835 Gajdariya     | 1970 OE             | 30 iulie 1970      | Nauchnij⁠(d)             | T. M. Smirnova                                         |
| 1836 Komarov       | 1971 OT             | 26 iulie 1971      | Nauchnij                | N. S. Cernîh                                           |
| 1837 Osita         | 1971 QZ1            | 16 august 1971     | El Leoncito⁠(d)          | J. Gibson⁠(d)                                           |
| 1838 Ursa          | 1971 UC             | 20 octombrie 1971  | Zimmerwald⁠(d)           | P. Wild                                                |
| 1839 Ragazza       | 1971 UF             | 20 octombrie 1971  | Zimmerwald              | P. Wild                                                |
| 1840 Hus           | 1971 UY             | 26 octombrie 1971  | Hamburg-Bergedorf       | L. Kohoutek                                            |
| 1841 Masaryk       | 1971 UO1            | 26 octombrie 1971  | Hamburg-Bergedorf       | L. Kohoutek                                            |
| 1842 Hynek         | 1972 AA             | 14 ianuarie 1972   | Hamburg-Bergedorf       | L. Kohoutek                                            |
| 1843 Jarmila       | 1972 AB             | 14 ianuarie 1972   | Hamburg-Bergedorf       | L. Kohoutek                                            |
| 1844 Susilva       | 1972 UB             | 30 octombrie 1972  | Zimmerwald⁠(d)           | P. Wild                                                |
| 1845 Helewalda     | 1972 UC             | 30 octombrie 1972  | Zimmerwald              | P. Wild                                                |
| 1846 Bengt         | 6553 P-L            | 24 septembrie 1960 | Palomar                 | C. J. van Houten, I. van Houten-Groeneveld, T. Gehrels |
| 1847 Stobbe        | A916 CA             | 1 februarie 1916   | Hamburg-Bergedorf       | H. Thiele⁠(d)                                           |
| 1848 Delvaux       | 1933 QD             | 18 august 1933     | Uccle⁠(d)                | E. Delporte                                            |
| 1849 Kresák        | 1942 AB             | 14 ianuarie 1942   | Heidelberg              | K. Reinmuth                                            |
| 1850 Kohoutek      | 1942 EN             | 23 martie 1942     | Heidelberg              | K. Reinmuth                                            |
| 1851 Lacroute      | 1950 VA             | 9 noiembrie 1950   | Algiers                 | L. Boyer                                               |
| 1852 Carpenter     | 1955 GA             | 1 aprilie 1955     | Brooklyn⁠(d)             | Indiana University⁠(d)                                  |
| 1853 McElroy       | 1957 XE             | 15 decembrie 1957  | Brooklyn                | Indiana University                                     |
| 1854 Skvortsov     | 1968 UE1            | 22 octombrie 1968  | Nauchnij⁠(d)             | T. M. Smirnova                                         |
| 1855 Korolev       | 1969 TU1            | 8 octombrie 1969   | Nauchnij                | L. I. Cernîh                                           |
| 1856 Růžena        | 1969 TW1            | 8 octombrie 1969   | Nauchnij                | L. I. Cernîh                                           |
| 1857 Parchomenko   | 1971 QS1            | 30 august 1971     | Nauchnij                | T. M. Smirnova                                         |
| 1858 Lobachevskij  | 1972 QL             | 18 august 1972     | Nauchnij                | L. V. Juravliova                                       |
| 1859 Kovalevskaya  | 1972 RS2            | 4 septembrie 1972  | Nauchnij                | L. V. Juravliova                                       |
| 1860 Barbarossa    | 1973 SK             | 28 septembrie 1973 | Zimmerwald⁠(d)           | P. Wild                                                |
| 1861 Komenský      | 1970 WB             | 24 noiembrie 1970  | Hamburg-Bergedorf       | L. Kohoutek                                            |
| 1862 Apollo        | 1932 HA             | 24 aprilie 1932    | Heidelberg              | K. Reinmuth                                            |
| 1863 Antinous      | 1948 EA             | 7 martie 1948      | Mount Hamilton⁠(d)       | C. A. Wirtanen⁠(d)                                      |
| 1864 Daedalus      | 1971 FA             | 24 martie 1971     | Palomar                 | T. Gehrels                                             |
| 1865 Cerberus      | 1971 UA             | 26 octombrie 1971  | Hamburg-Bergedorf       | L. Kohoutek                                            |
| 1866 Sisyphus      | 1972 XA             | 5 decembrie 1972   | Zimmerwald⁠(d)           | P. Wild                                                |
| 1867 Deiphobus     | 1971 EA             | 3 martie 1971      | El Leoncito⁠(d)          | C. U. Cesco⁠(d)                                         |
| 1868 Thersites     | 2008 P-L            | 24 septembrie 1960 | Palomar                 | C. J. van Houten, I. van Houten-Groeneveld, T. Gehrels |
| 1869 Philoctetes   | 4596 P-L            | 24 septembrie 1960 | Palomar                 | C. J. van Houten, I. van Houten-Groeneveld, T. Gehrels |
| 1870 Glaukos       | 1971 FE             | 24 martie 1971     | Palomar                 | C. J. van Houten, I. van Houten-Groeneveld, T. Gehrels |
| 1871 Astyanax      | 1971 FF             | 24 martie 1971     | Palomar                 | C. J. van Houten, I. van Houten-Groeneveld, T. Gehrels |
| 1872 Helenos       | 1971 FG             | 24 martie 1971     | Palomar                 | C. J. van Houten, I. van Houten-Groeneveld, T. Gehrels |
| 1873 Agenor        | 1971 FH             | 25 martie 1971     | Palomar                 | C. J. van Houten, I. van Houten-Groeneveld, T. Gehrels |
| 1874 Kacivelia     | A924 RC             | 5 septembrie 1924  | Crimea-Simeis⁠(d)        | S. I. Beliavskii                                       |
| 1875 Neruda        | 1969 QQ             | 22 august 1969     | Hamburg-Bergedorf       | L. Kohoutek                                            |
| 1876 Napolitania   | 1970 BA             | 31 ianuarie 1970   | Palomar                 | C. T. Kowal⁠(d)                                         |
| 1877 Marsden       | 1971 FC             | 24 martie 1971     | Palomar                 | T. Gehrels                                             |
| 1878 Hughes        | 1933 QC             | 18 august 1933     | Uccle⁠(d)                | E. Delporte                                            |
| 1879 Broederstroom | 1935 UN             | 16 octombrie 1935  | Johannesburg⁠(d)         | H. van Gent⁠(d)                                         |
| 1880 McCrosky      | 1940 AN             | 13 ianuarie 1940   | Heidelberg              | K. Reinmuth                                            |
| 1881 Shao          | 1940 PC             | 3 august 1940      | Heidelberg              | K. Reinmuth                                            |
| 1882 Rauma         | 1941 UJ             | 15 octombrie 1941  | Turku                   | L. Oterma                                              |
| 1883 Rimito        | 1942 XA             | 4 decembrie 1942   | Turku                   | Y. Väisälä⁠(d)                                          |
| 1884 Skip          | 1943 EB1            | 2 martie 1943      | Nice                    | M. Laugier⁠(d)                                          |
| 1885 Herero        | 1948 PJ             | 9 august 1948      | Johannesburg⁠(d)         | E. L. Johnson⁠(d)                                       |
| 1886 Lowell        | 1949 MP             | 21 iunie 1949      | Flagstaff⁠(d)            | H. L. Giclas⁠(d)                                        |
| 1887 Virton        | 1950 TD             | 5 octombrie 1950   | Uccle⁠(d)                | S. J. Arend⁠(d)                                         |
| 1888 Zu Chong-Zhi  | 1964 VO1            | 9 noiembrie 1964   | Nanking⁠(d)              | Purple Mountain Observatory⁠(d)                         |
| 1889 Pakhmutova    | 1968 BE             | 24 ianuarie 1968   | Nauchnij⁠(d)             | L. I. Cernîh                                           |
| 1890 Konoshenkova  | 1968 CD             | 6 februarie 1968   | Nauchnij                | L. I. Cernîh                                           |
| 1891 Gondola       | 1969 RA             | 11 septembrie 1969 | Zimmerwald⁠(d)           | P. Wild                                                |
| 1892 Lucienne      | 1971 SD             | 16 septembrie 1971 | Zimmerwald              | P. Wild                                                |
| 1893 Jakoba        | 1971 UD             | 20 octombrie 1971  | Zimmerwald              | P. Wild                                                |
| 1894 Haffner       | 1971 UH             | 26 octombrie 1971  | Hamburg-Bergedorf       | L. Kohoutek                                            |
| 1895 Larink        | 1971 UZ             | 26 octombrie 1971  | Hamburg-Bergedorf       | L. Kohoutek                                            |
| 1896 Beer          | 1971 UC1            | 26 octombrie 1971  | Hamburg-Bergedorf       | L. Kohoutek                                            |
| 1897 Hind          | 1971 UE1            | 26 octombrie 1971  | Hamburg-Bergedorf       | L. Kohoutek                                            |
| 1898 Cowell        | 1971 UF1            | 26 octombrie 1971  | Hamburg-Bergedorf       | L. Kohoutek                                            |
| 1899 Crommelin     | 1971 UR1            | 26 octombrie 1971  | Hamburg-Bergedorf       | L. Kohoutek                                            |
| 1900 Katyusha      | 1971 YB             | 16 decembrie 1971  | Nauchnij⁠(d)             | T. M. Smirnova                                         |